# Фифы и философы
«Фифы и философы» (англ. Flappers and Philosophers) — первый сборник произведений американского писателя Фрэнсиса Скотта Фицджеральда, впервые опубликованный в 1920 году издательством Scribner’s, с которым автор сотрудничал до конца своей жизни. Сборник состоит из 8 рассказов, опубликованных с февраля по июнь 1920 года в таких журналах, как The Saturday Evening Post, The Smart Set и Scribner’s Magazine.

## Содержание сборника
| № | Название                   | Оригинальное название | Первая публикация                            | Прим.                                                                         |
| - | -------------------------- | --------------------- | -------------------------------------------- | ----------------------------------------------------------------------------- |
| 1 | Прибрежный пират           | The Offshore Pirate   | 1920, 29 мая – The Saturday Evening Post     |                                                                               |
| 2 | Ледяной дворец             | The Ice Palace        | 1920, 22 мая – The Saturday Evening Post     |                                                                               |
| 3 | Голова и плечи             | Head and Shoulders    | 1920, 21 февраля – The Saturday Evening Post |                                                                               |
| 4 | Хрустальная чаша           | The Cut-Glass Bowl    | 1920, май – Scribner’s Magazine              | Другое название «Резная хрустальная чаша»                                     |
| 5 | Бернис коротко стрижётся   | Bernice Bobs Her Hair | 1920, 1 мая – The Saturday Evening Post      | Другое название «Волосы Вероники»                                             |
| 6 | Благословение              | Benediction           | 1920, февраль – The Smart Set                |                                                                               |
| 7 | Дэлиримпл сбивается с пути | Dalyrimple Goes Wrong | 1920, февраль – The Smart Set                | Другие названия: - «Дэлиримпл на ложном пути» - «Как Далиримпл сбился с пути» |
| 8 | Четыре затрещины           | The Four Fists        | 1920, июнь – Scribner’s Magazine             | Другое название «Удары судьбы»                                                |

## Экранизации
- 1920 – по мотивам рассказа «Удары судьбы» был снят немой фильм «The Chorus Girl's Romance[англ.]»
- 1921 – по мотивам рассказа «Прибрежный пират» был снят немой фильм «The Off-Shore Pirate[англ.]»
- 1951 – по мотивам рассказа «Бернис коротко стрижётся» были сняты два эпизода телесериала «Starlight Theatre[англ.]»
- 1976 – по мотивам рассказа «Бернис коротко стрижётся» был снят телефильм «Bernice Bobs Her Hair[англ.]»

## Издания на русском языке
На русском языке сборник был издан дважды, и его можно встретить под двумя названиями с разными переводчиками:
- В 2015 году он был опубликован издательством «Рипол-классик» под названием «Эмансипированные и глубокомысленные»[9].
- В 2018 году он был опубликован издательством  «Азбука-Аттикус» под названием «Фифы и философы»[10].